# Århus Charter
|  | Sammenskrivningsforslag Artiklen Århus Charter er foreslået føjet ind i Primo Tours. (Siden april 2021) Diskutér forslaget |

Århus Charter er et danskejet rejsebureau, der blev grundlagt i 1988 af søstrene Jette Rantala og Ulla Stæt Andersen. Siden september 2014 har selskabet været ejet af Primo Tours.
Lige siden den første rejse til Algarve har selskabet brugt Aarhus Lufthavn som afrejselufthavn, hvorefter der siden også er blevet udvidet med flere afgange fra Aalborg Lufthavn og Billund Lufthavn.

## Hæder
- Danish Travel Award – 2001, 2005, 2006, 2008, 2009, 2018 & 2019.
- Dagbladet Børsens Gazelle pris – 1995, 2000 og 2007.